# Filain (Aisne)
Pour les articles homonymes, voir Filain.
Filain est une ancienne commune française située dans le département de l'Aisne, en région Hauts-de-France.
La commune, à la suite de décisions du conseil municipal et par arrêté préfectoral du 20 novembre 2024 est intégrée à la commune nouvelle de Pargny-et-Filain au 1er janvier 2025, sans devenir une commune déléguée.

## Géographie

### Hydrographie
La commune est située dans le bassin Seine-Normandie. Elle est drainée par la rigole d'alimentation de l'Ailette, le cours d'eau 01 du Champ de l'Aumône, le cours d'eau 01 du Petit Chêne, le fossé du Tercle et un autre petit cours d'eau,.

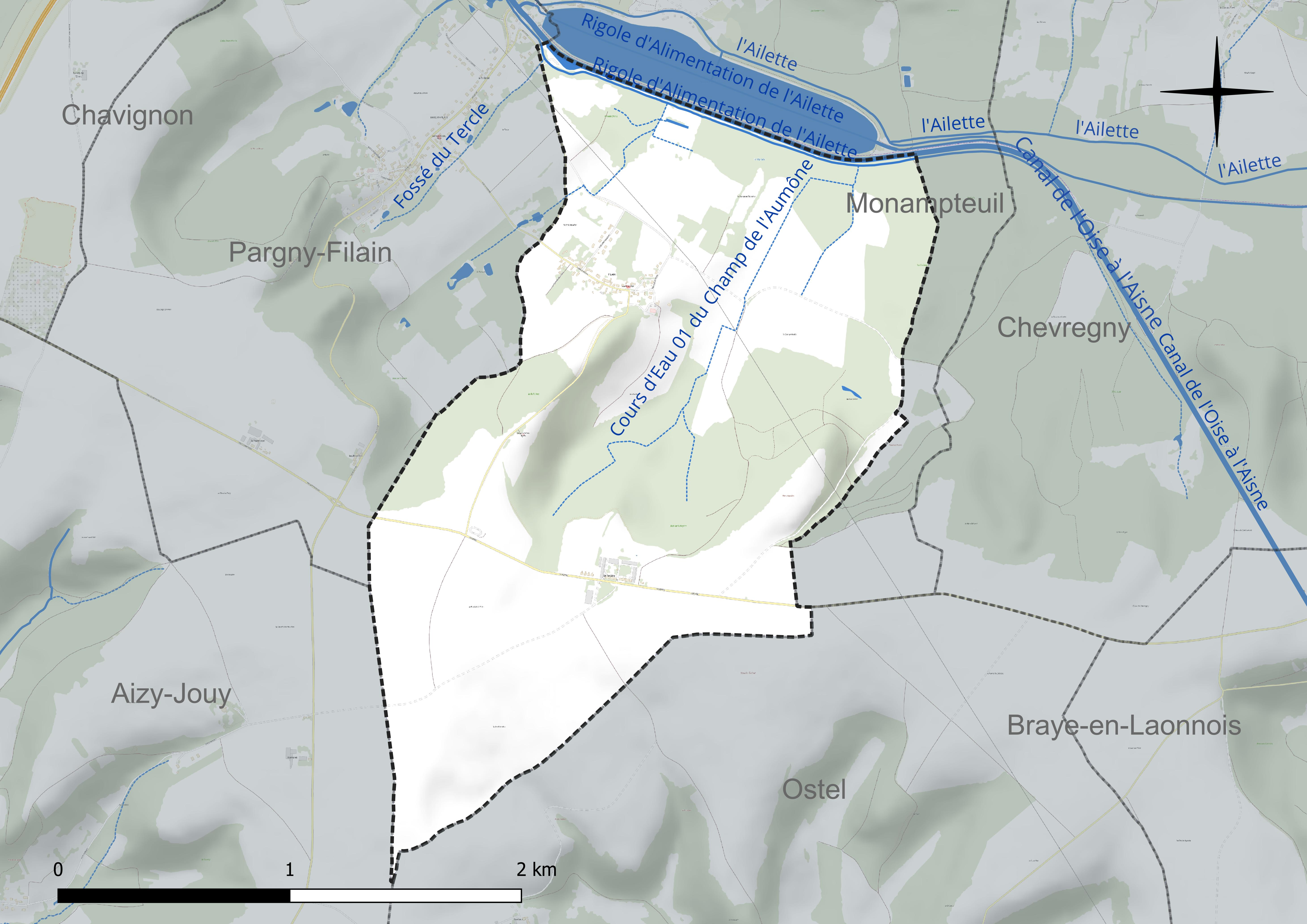
Réseau hydrographique de Filain.

### Climat
Pour des articles plus généraux, voir Climat des Hauts-de-France et Climat de l'Aisne.
En 2010, le climat de la commune est de type climat océanique dégradé des plaines du Centre et du Nord, selon une étude du CNRS s'appuyant sur une série de données couvrant la période 1971-2000. En 2020, Météo-France publie une typologie des climats de la France métropolitaine dans laquelle la commune est exposée à un climat océanique altéré et est dans la région climatique Nord-est du bassin Parisien, caractérisée par un ensoleillement médiocre, une pluviométrie moyenne régulièrement répartie au cours de l'année et un hiver froid (3 °C).
Pour la période 1971-2000, la température annuelle moyenne est de 10,3 °C, avec une amplitude thermique annuelle de 14,8 °C. Le cumul annuel moyen de précipitations est de 688 mm, avec 12 jours de précipitations en janvier et 8,9 jours en juillet. Pour la période 1991-2020, la température moyenne annuelle observée sur la station météorologique la plus proche, située sur la commune de Martigny-Courpierre à 10 km à vol d'oiseau, est de 10,7 °C et le cumul annuel moyen de précipitations est de 734,4 mm,. Pour l'avenir, les paramètres climatiques de la commune estimés pour 2050 selon différents scénarios d'émission de gaz à effet de serre sont consultables sur un site dédié publié par Météo-France en novembre 2022.

## Urbanisme

### Typologie
Au 1er janvier 2024, Filain est catégorisée commune rurale à habitat dispersé, selon la nouvelle grille communale de densité à 7 niveaux définie par l'Insee en 2022.
Elle est située hors unité urbaine. Par ailleurs la commune fait partie de l'aire d'attraction de Laon, dont elle est une commune de la couronne,. Cette aire, qui regroupe 106 communes, est catégorisée dans les aires de 50 000 à moins de 200 000 habitants,.

### Occupation des sols
L'occupation des sols de la commune, telle qu'elle ressort de la base de données européenne d'occupation biophysique des sols Corine Land Cover (CLC), est marquée par l'importance des territoires agricoles (65 % en 2018), une proportion identique à celle de 1990 (65 %). La répartition détaillée en 2018 est la suivante : 
terres arables (59,7 %), forêts (34,3 %), prairies (5,3 %), eaux continentales (0,6 %).
L'évolution de l'occupation des sols de la commune et de ses infrastructures peut être observée sur les différentes représentations cartographiques du territoire : la carte de Cassini (XVIIIe siècle), la carte d'état-major (1820-1866) et les cartes ou photos aériennes de l'IGN pour la période actuelle (1950 à aujourd'hui).

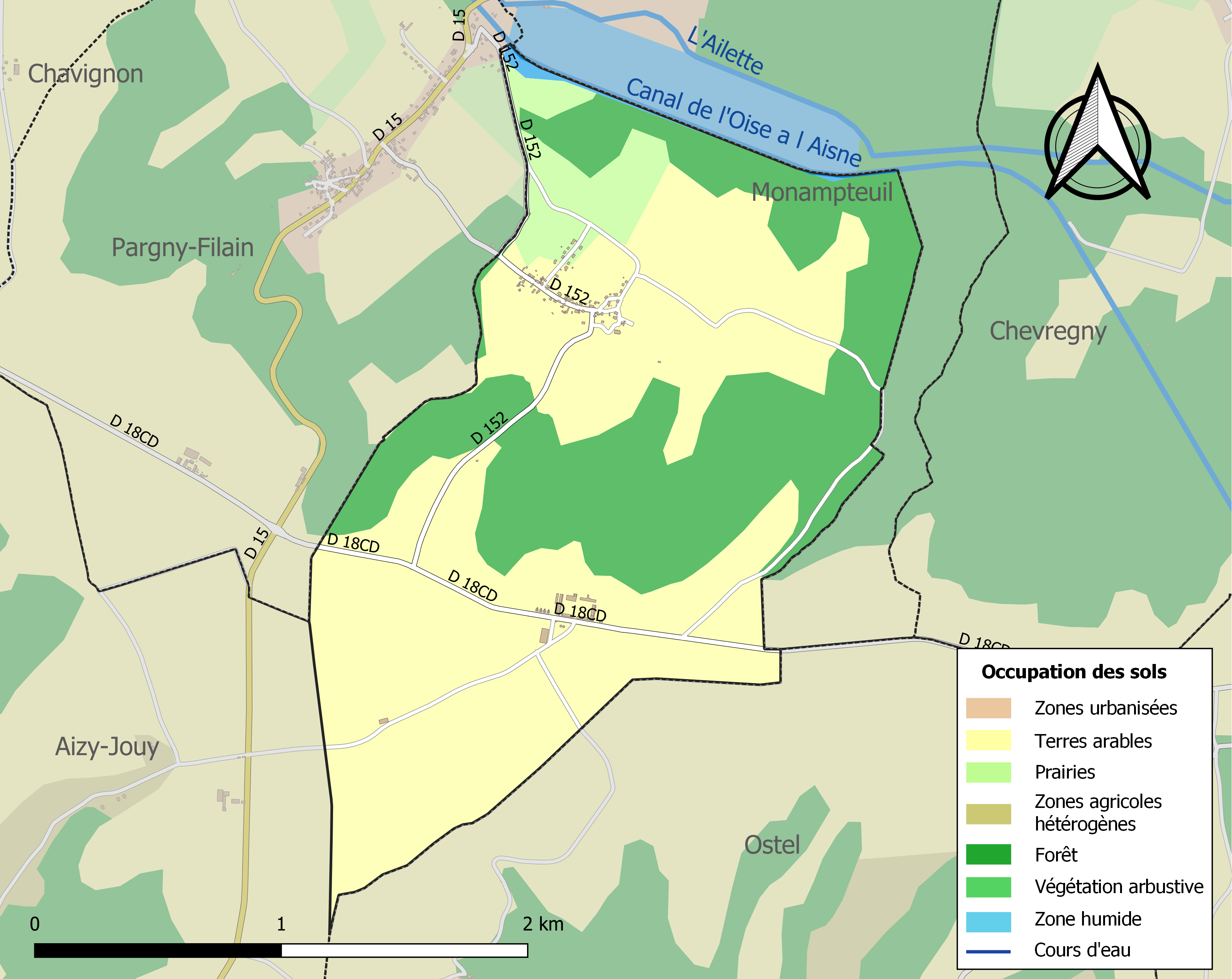
Carte de l'occupation des sols de la commune en 2018 (CLC).

## Toponymie
Le nom de la localité est attesté sous les formes Filaines (1143) ; Philenis (1172) ; Filenis (1185) ; Filains (1210) ; Filens (1212) ; Phillenis (1236) ; Fiulains (1326) ; Fillains (1384) ; Fieulains (1389) ; Fillain (1488) ; Filain (1496) ; Fieulain (1515) ; Philains (1518) ; Fillain-lez-Pargny (1556) ; Philain (1573).
Auguste Longnon ( No 577 ) rattache le toponyme à figlina  « atelier de potier », Filain, indiquant une activité industrielle (pierre
et poterie).

## Politique et administration

### Découpage territorial
La commune de Filain est membre de la communauté de communes du Val de l'Aisne, un établissement public de coopération intercommunale (EPCI) à fiscalité propre créé le 28 décembre 1994 dont le siège est à Presles-et-Boves. Ce dernier est par ailleurs membre d'autres groupements intercommunaux.
Sur le plan administratif, elle est rattachée à l'arrondissement de Soissons, au département de l'Aisne et à la région Hauts-de-France. Sur le plan électoral, elle dépend du  canton de Fère-en-Tardenois pour l'élection des conseillers départementaux, depuis le redécoupage cantonal de 2014 entré en vigueur en 2015, et de la cinquième circonscription de l'Aisne  pour les élections législatives, depuis le dernier découpage électoral de 2010.

### Administration municipale

#### Liste des maires
| Période                                  | Période                       | Identité            | Étiquette | Qualité                                    |
| ---------------------------------------- | ----------------------------- | ------------------- | --------- | ------------------------------------------ |
| Les données manquantes sont à compléter. |                               |                     |           |                                            |
| mars 2001                                | mars 2008                     | Florence de Vriendt |           |                                            |
| mars 2008                                | En cours (au 12 juillet 2020) | Hubert de Vriendt   | DVG       | Agriculteur Réélu pour le mandat 2020-2026 |

## Démographie
L'évolution du nombre d'habitants est connue à travers les recensements de la population effectués dans la commune depuis 1793. Pour les communes de moins de 10 000 habitants, une enquête de recensement portant sur toute la population est réalisée tous les cinq ans, les populations de référence des années intermédiaires étant quant à elles estimées par interpolation ou extrapolation. Pour la commune, le premier recensement exhaustif entrant dans le cadre du nouveau dispositif a été réalisé en 2007.

En 2022, la commune comptait 121 habitants, en évolution de −6,92 % par rapport à 2016 (Aisne : −1,97 %, France hors Mayotte : +2,11 %).
| 1793 | 1800 | 1806 | 1821 | 1831 | 1836 | 1841 | 1846 | 1851 |
| ---- | ---- | ---- | ---- | ---- | ---- | ---- | ---- | ---- |
| 218  | 653  | 227  | 231  | 270  | 274  | 253  | 248  | 232  |

| 1856 | 1861 | 1866 | 1872 | 1876 | 1881 | 1886 | 1891 | 1896 |
| ---- | ---- | ---- | ---- | ---- | ---- | ---- | ---- | ---- |
| 217  | 229  | 239  | 230  | 209  | 253  | 208  | 203  | 192  |

| 1901 | 1906 | 1911 | 1921 | 1926 | 1931 | 1936 | 1946 | 1954 |
| ---- | ---- | ---- | ---- | ---- | ---- | ---- | ---- | ---- |
| 188  | 158  | 176  | 26   | 112  | 140  | 112  | 119  | 145  |

| 1962 | 1968 | 1975 | 1982 | 1990 | 1999 | 2006 | 2007 | 2012 |
| ---- | ---- | ---- | ---- | ---- | ---- | ---- | ---- | ---- |
| 104  | 98   | 89   | 81   | 85   | 89   | 119  | 123  | 133  |

| 2017 | 2022 | - | - | - | - | - | - | - |
| ---- | ---- | - | - | - | - | - | - | - |
| 129  | 121  | - | - | - | - | - | - | - |

## Lieux et monuments
- Église Notre-Dame, construite en 1926, a fait l'objet d'un dossier de l'Inventaire général du patrimoine culturel en 2003[27],[28].
- Une plaque, monument aux morts, contre le mur de la mairie. Filain partage une stèle, monument aux morts, avec la commune voisine Pargny-Filain.
- Chapelle Sainte-Berthe, en contrebas de la Royère. Détruite en 1918 et reconstruite, cette chapelle Berthe est un souvenir de guerre avec quatre plaques commémoratives.
- Le lieu-dit la Royère, point de vue  à hauteur du Chemin des Dames, lieu de commémoration de la guerre de 1914-1918.

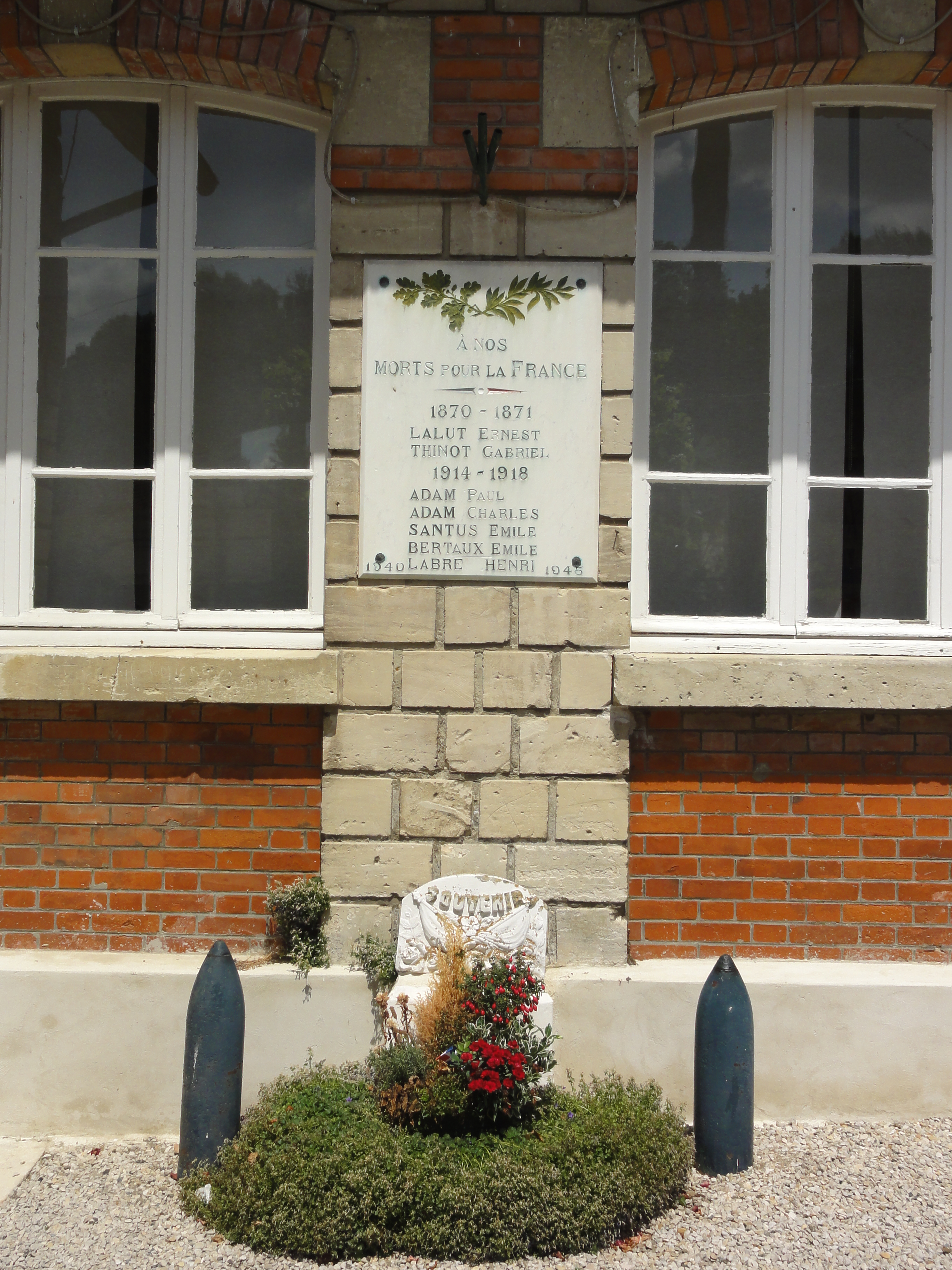
Plaque, monument aux morts, à la mairie.
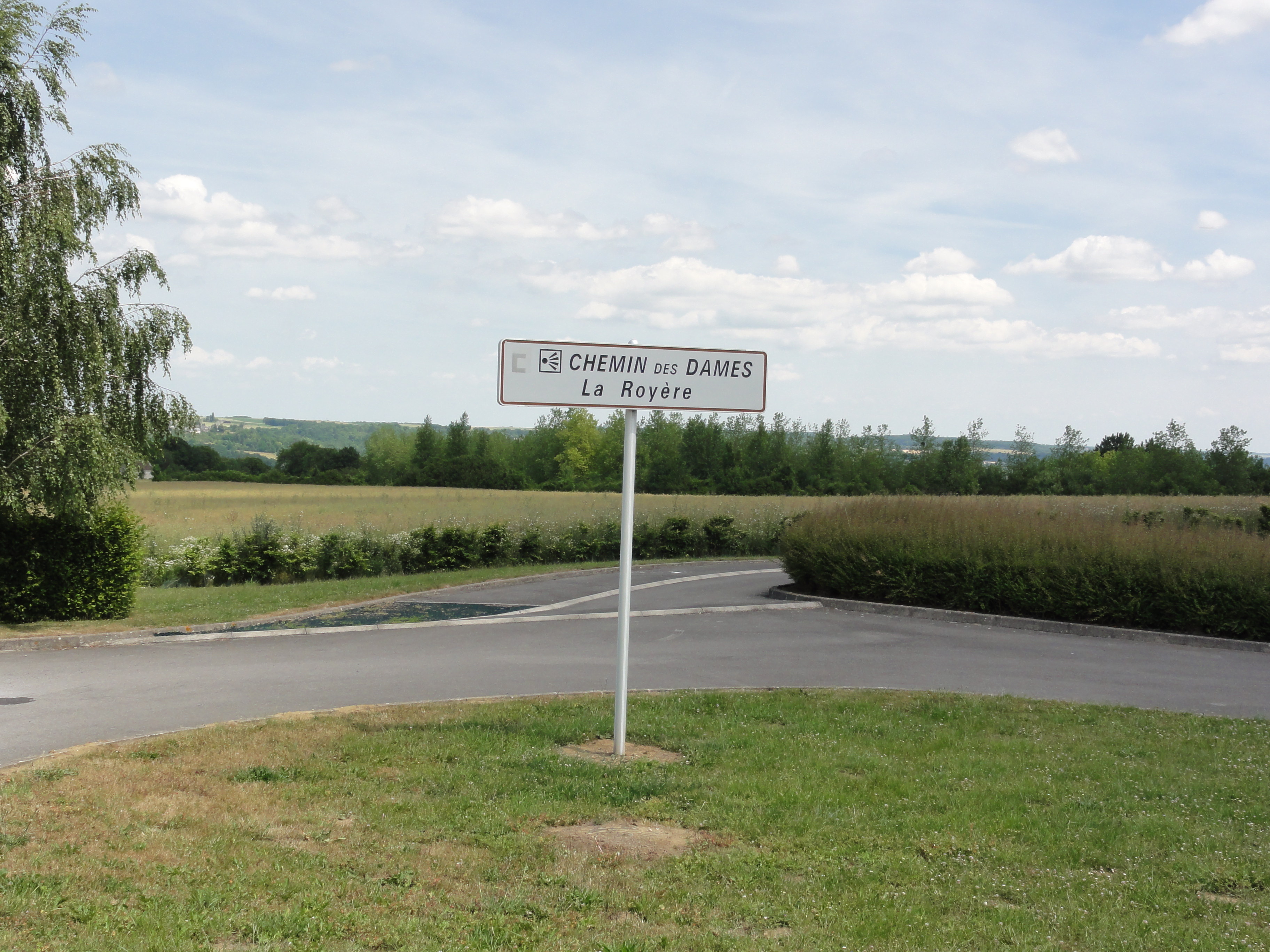
Chemin des Dames, la Royère, la vue.
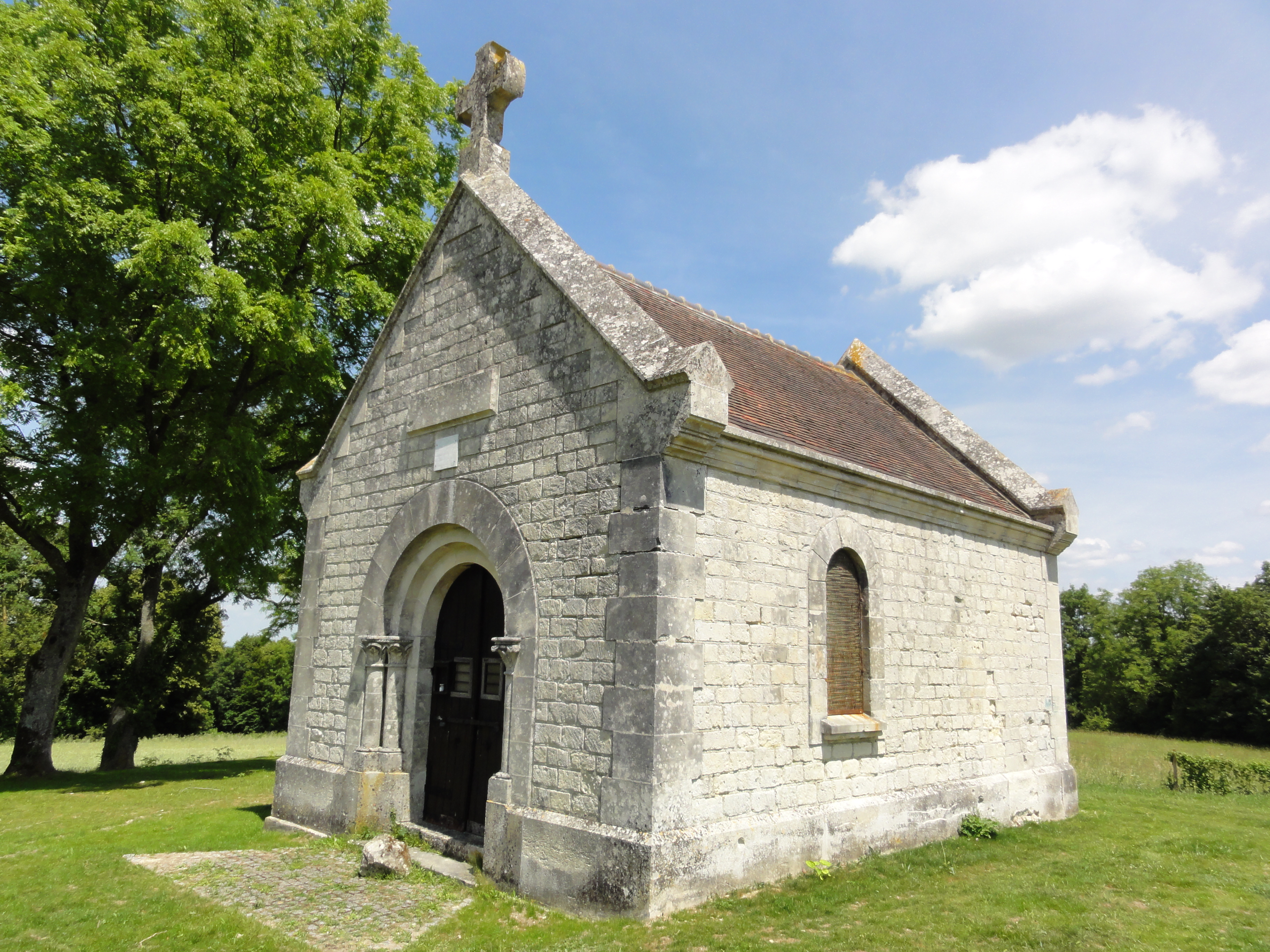
Chapelle Berthe, extérieur.
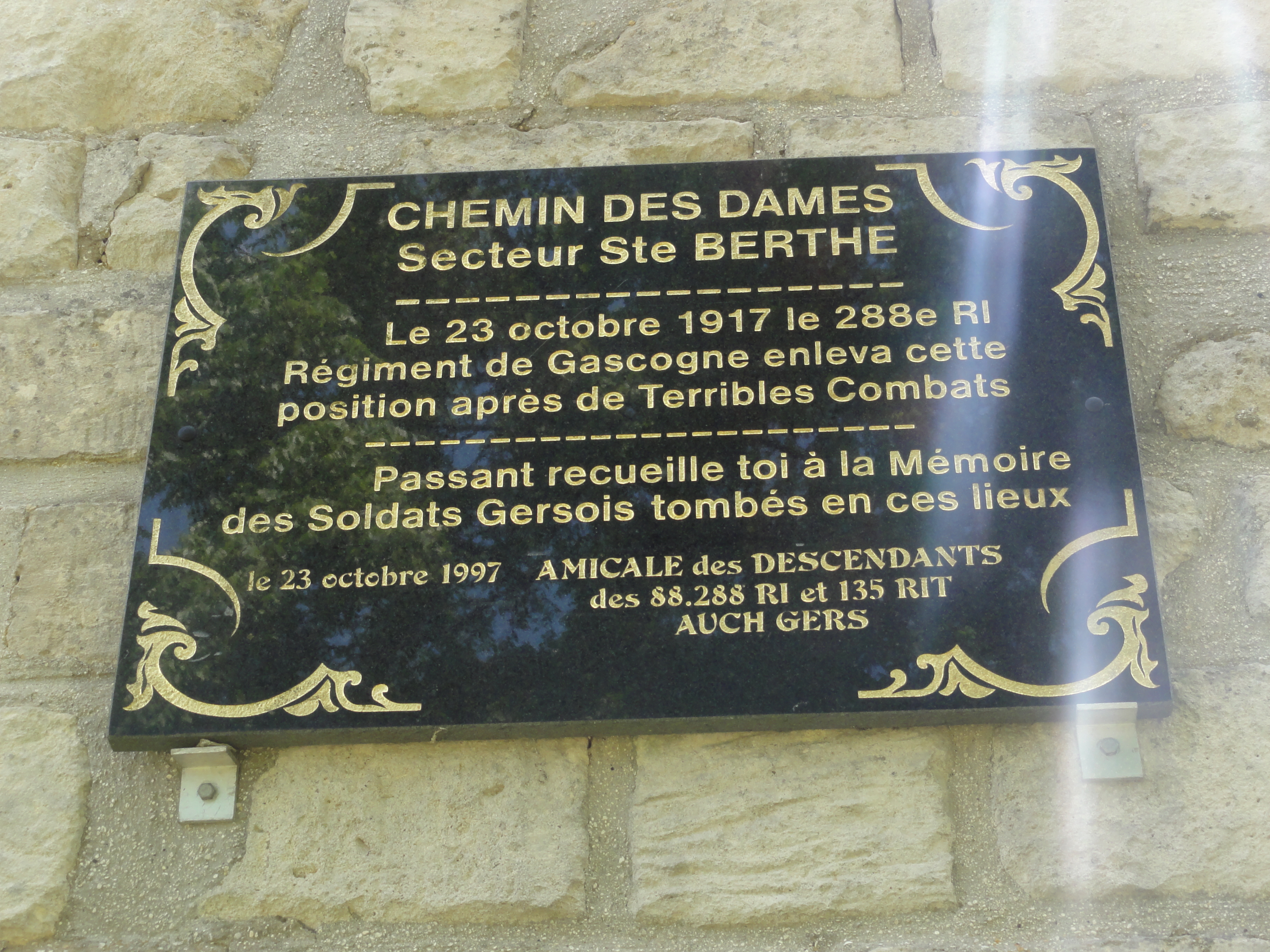
Plaque commémorative secteur Berthe sur la chapelle.

## Personnalités liées à la commune
- Joseph François Urre de Molans (1743-1817), général des armées de la République et de l'Empire, y est décédé.

## Pour approfondir